# 新城街道 (郸城县)
新城街道，是中华人民共和国河南省周口市郸城县下辖的一个乡镇级行政单位。

## 行政区划
新城街道下辖以下地区：
张号楼社区、闫庄社区、后罗堂社区、丁老家社区、孔桥社区、丁寨社区、响盘庄社区、前罗堂社区、杨庄社区、福厚社区、福星社区、秀水社区、教育社区、春风社区和秀湖社区。